# Transat anglaise
The Transat CIC
Pour les articles homonymes, voir Transat.
La Transat anglaise, également nommée STAR (Single-Handed Trans-Atlantic Race) jusqu'en 2000 puis The Transat, est une course à la voile transatlantique en solitaire qui se tient tous les quatre ans entre l'Europe et l'Amérique du Nord. Elle est organisée par la société française OC Sport Pen Duick (Groupe Télégramme). Elle se déroule contre les vents dominants et les dépressions y sont fréquentes.
Le port de départ se situe sur le littoral atlantique européen : Plymouth en Angleterre entre 1960 et 2016, Brest en 2020 (finalement annulé) et Lorient en 2024 et 2028, tandis que le port d'arrivée se situe sur la côte est des États-Unis : Newport, New York, Boston ou Charleston, selon les éditions.
Elle se déroule tous les quatre ans depuis 1960, sauf en 2012 où elle est annulée faute de participants, et en 2020 en raison de la pandémie de Covid-19. Considérée comme étant une des plus anciennes grandes courses en mer et la première course au large en solitaire, elle est ouverte à la fois aux multicoques et aux monocoques.

## Historique
À la fin des années cinquante, une poignée de marins comme Sir Francis Chichester et Blondie Hasler imagine une traversée de l'océan Atlantique, à la voile et en solitaire. De nombreux observateurs critiquent le projet, considéré comme insensé. Dès 1959, Blondie Hasler cherche des partenaires mais personne ne souhaite s'impliquer dans le projet. Finalement, en 1960, en coopération avec le Royal Western Yacht Club of England, le journal britannique The Observer s'engage en tant que sponsor principal de l'épreuve et lui donne son nom : Observer Single-handed Trans-Atlantic Race (OSTAR). Ce sont près de cent quinze solitaires qui manifestent leur intention de participer et cinquante d'entre eux déposent un dossier d'inscription. On apprend plus tard, que seul huit bateaux sont officiellement inscrits et que cinq solitaires prennent le départ de l'épreuve à Plymouth le 11 juin 1960,.
À partir de 1984, la course change de nom au gré de ses différents sponsors. Baptisée Carlsberg STAR en 1988, elle prit le nom d’Europe 1 STAR en 1992 et 1996 puis d’Europe 1 New Man STAR en 2000, date de la dernière édition. Rebaptisée en 2004 The Transat, elle n'est plus organisée par le RWYC, mais par Mark Turner et sa société Offshore Challenges. En 2005, la course est divisée en deux catégories, l'une destinée aux bateaux de moins de 50 pieds, désignée par le nom d'OSTAR ou de Corinthian Race, l'autre, destinée aux plus de 50 pieds, adoptant le nom de Transat. En 2008, rebaptisée The Artemis Transat, la course est ouverte aux monocoques 60 pieds IMOCA et Class40. Elle est nommée The Transat Bakerly en 2016, puis est parrainé dès 2019 par le CIC.
Le premier Français à participer à la Transat est Jean Lacombe, en 1960, sur un Cap Horn de 6,50 m dessiné par J.J. Herbulot et construit aux chantiers Jouët ; il termine cinquième. Jean Lacombe participe aussi à la deuxième Transat Anglaise de 1964, à bord d'un Golif, le plus petit voilier de la flotte. Il coupe la ligne d'arrivée après 46 jours de navigation et prend ainsi la 9e place, améliorant de 23 jours son temps réalisé en 1960.
La Transat anglaise a contribué à faire de ses vainqueurs des légendes de la voile, comme Éric Tabarly, double lauréat (1964, 1976), ou encore Alain Colas, premier en 1972 sur Pen Duick IV et qui disparaîtra six ans plus tard sur ce trimaran rebaptisé Manureva, au cours de la première Route du Rhum.
Cette course a souvent souri aux Français, puisque outre les marins mentionnés ci-dessus, Fauconnier l'a emporté en 1984, Poupon en 1988, Loïck Peyron en 1992, 1996 et 2008, Joyon en 2000, Desjoyeaux en 2004, Gabart en 2016 soit onze victoires françaises en 14 épreuves.
La quatorzième édition prévue initialement en 2012 a été reportée à une année ultérieure. Celle-ci se tient finalement en 2016, avec New-York comme destination.
La quinzième édition devait correspondre au soixantième anniversaire de la course, en 2020. Elle devait s'élancer pour la première fois du port de Brest pour rallier le port de Charleston en Caroline du Sud. Elle est annulée le 28 avril, en raison de la pandémie de Covid-19. Elle a lieu finalement en 2024, avec départ de Lorient et arrivée à New York.

## Palmarès
Loïck Peyron est le seul à cumuler trois succès sur cette épreuve.
| Année | Classe                                               | Skipper                                              | Nationalité                                          | Bateau                                               | Temps                                                |
| ----- | ---------------------------------------------------- | ---------------------------------------------------- | ---------------------------------------------------- | ---------------------------------------------------- | ---------------------------------------------------- |
| 1960  | n/a                                                  | Francis Chichester                                   | Royaume-Uni                                          | Gipsy Moth III                                       | 40 j 12 h 30 min                                     |
| 1964  | n/a                                                  | Éric Tabarly                                         | France                                               | Pen Duick II                                         | 27 j 03 h 56 min                                     |
| 1968  | n/a                                                  | Geoffrey Williams                                    | Royaume-Uni                                          | Sir Thomas Lipton                                    | 25 j 20 h 33 min                                     |
| 1972  | n/a                                                  | Alain Colas                                          | France                                               | Pen Duick IV                                         | 20 j 13 h 15 min                                     |
| 1976  | n/a                                                  | Éric Tabarly                                         | France                                               | Pen Duick VI                                         | 23 j 20 h 12 min                                     |
| 1980  | n/a                                                  | Phil Weld                                            | États-Unis                                           | Moxie                                                | 17 j 23 h 12 min                                     |
| 1984  | n/a                                                  | Yvon Fauconnier                                      | France                                               | Umupro Jardin                                        | 16 j 06 h 25 min                                     |
| 1988  | ORMA                                                 | Philippe Poupon                                      | France                                               | Fleury-Michon IX                                     | 10 j 09 h 15 min                                     |
| 1992  | ORMA                                                 | Loïck Peyron                                         | France                                               | Fujicolor                                            | 11 j 01 h 35 min                                     |
| 1996  | ORMA                                                 | Loïck Peyron                                         | France                                               | Fujicolor                                            | 10 j 10 h 5 min                                      |
| 2000  | ORMA                                                 | Francis Joyon                                        | France                                               | Eure-et-Loir                                         | 09 j 23 h 21 min                                     |
| 2004  | ORMA                                                 | Michel Desjoyeaux                                    | France                                               | Géant                                                | 08 j 08 h 29 min                                     |
| 2008  | IMOCA                                                | Loïck Peyron                                         | France                                               | Gitana Eighty                                        | 12 j 11 h 45 min                                     |
| 2008  | Class40                                              | Giovanni Soldini                                     | Italie                                               | Telecom Italia                                       | 16 j 22 h 11 min 27 s                                |
| 2016  | Ultime                                               | François Gabart                                      | France                                               | Macif                                                | 08 j 08 h 54 min 39 s                                |
| 2016  | Multi50                                              | Gilles Lamiré                                        | France                                               | La French Tech Rennes Saint-Malo                     | 12 j 07 h 51 min 17 s                                |
| 2016  | IMOCA                                                | Armel Le Cléac'h                                     | France                                               | Banque populaire VIII                                | 12 j 02 h 28 min 39 s                                |
| 2016  | Class40                                              | Thibaut Vauchel-Camus                                | France                                               | Solidaires en peloton ARSEP                          | 17 j 12 h 42 min 56 s                                |
| 2020  | Édition annulée en raison de la pandémie de Covid-19 | Édition annulée en raison de la pandémie de Covid-19 | Édition annulée en raison de la pandémie de Covid-19 | Édition annulée en raison de la pandémie de Covid-19 | Édition annulée en raison de la pandémie de Covid-19 |
| 2024  | IMOCA                                                | Yoann Richomme                                       | France                                               | Paprec Arkéa                                         | 08 j 06 h 53 min 32 s                                |
| 2024  | Class40                                              | Ambrogio Beccaria                                    | Italie                                               | Alla Grande-Pirelli                                  | 11 j 16 h 17 min 55 s                                |